# Záběhlice (Sedlec-Prčice)
Záběhlice jsou vesnice, část města Sedlec-Prčice v okrese Příbram ve Středočeském kraji. Nachází se asi 4,5 kilometru jihovýchodně od Prčic. Částí města protéká Záběhlický potok. Je zde evidováno 15 adres. V roce 2011 zde trvale žilo 29 obyvatel.
Záběhlice leží v katastrálním území Dvorce u Sedlce o výměře 5,14 km².

## Historie
První písemná zmínka o vesnici pochází z roku 1393.

## Obyvatelstvo
| Rok            | 1869 | 1880 | 1890 | 1900 | 1910 | 1921 | 1930 | 1950 | 1961 | 1970 | 1980 | 1991 | 2001 | 2011 | 2021 |
| -------------- | ---- | ---- | ---- | ---- | ---- | ---- | ---- | ---- | ---- | ---- | ---- | ---- | ---- | ---- | ---- |
| Počet obyvatel | 90   | 112  | 96   | 77   | 79   | 71   | 52   | 49   | 50   | 49   | 47   | 37   | 26   | 29   | 33   |
| Počet domů     | 14   | 14   | 14   | 13   | 13   | 12   | 13   | 13   | 13   | 13   | 13   | 13   | 13   | 15   | 15   |

## Obecní správa
Při sčítání lidu v letech 1850–1979 Záběhlice byly osadou obce Přestavlky, se kterým patřily nejprve do okresu Sedlčany, ale od roku 1960 v okrese Benešov. Od 1. ledna 1980 jsou částí města Sedlec-Prčice v okrese Benešov. Od 1. ledna 2007 vesnice přešla spolu s městem Sedlec-Prčice z okresu Benešov do okresu Příbram.

## Další fotografie

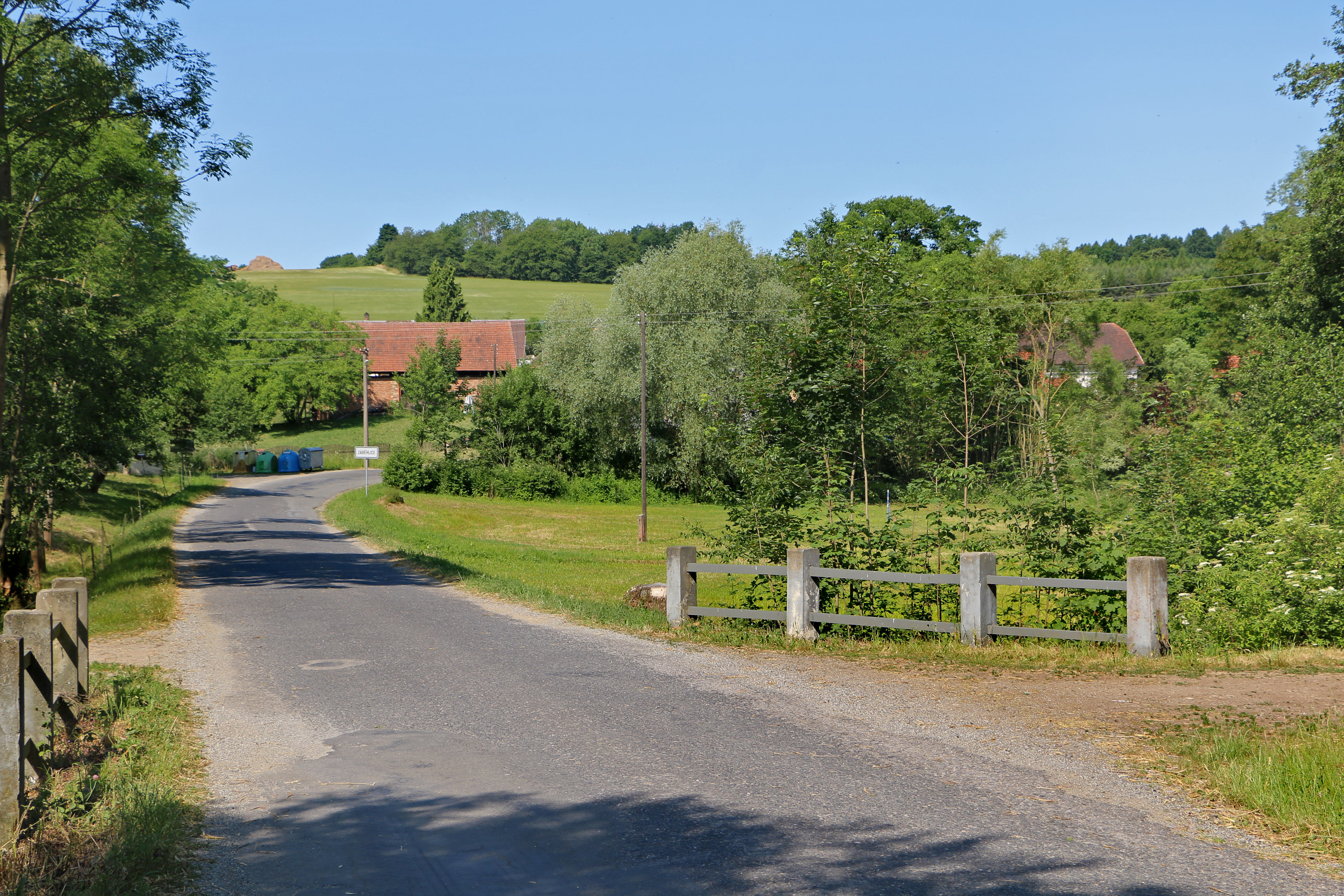
Vesnice od východu
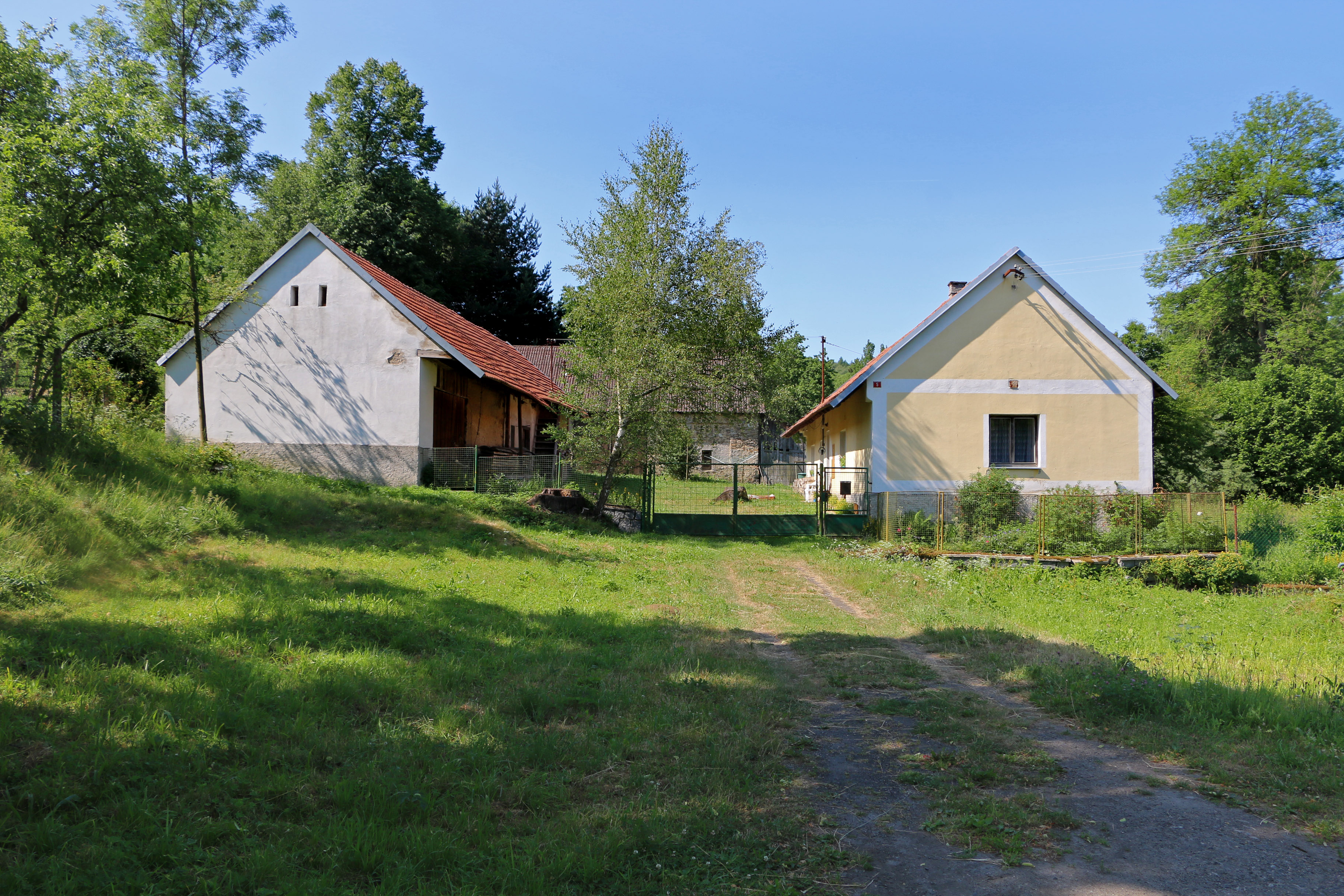
Dům čp. 5
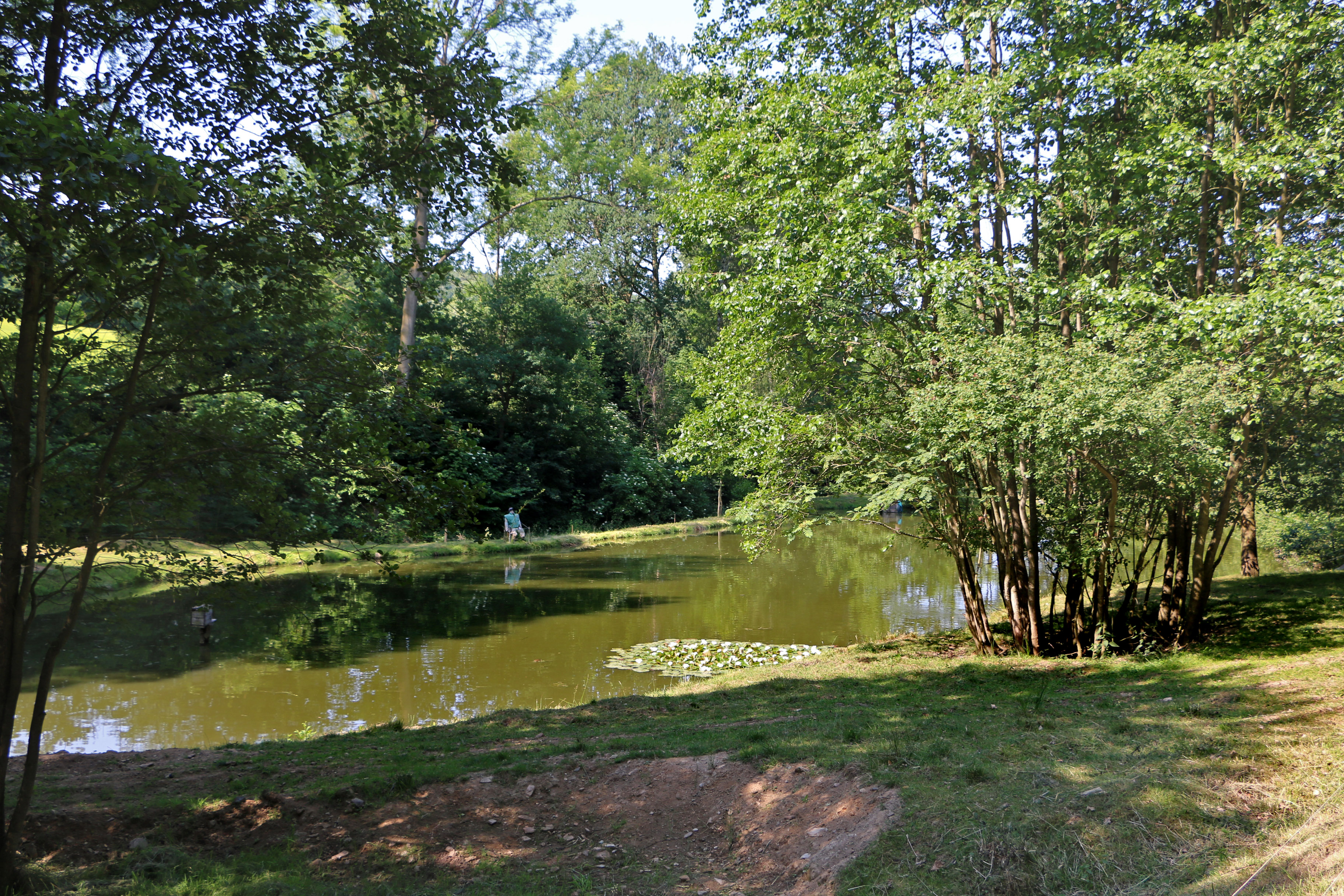
Rybník na Záběhlickém potoce